# 乔治·伦尼
乔治·伦尼（英語：George Rennie，1883年3月10日—1966年12月13日），加拿大男子棍网球运动员。他曾代表加拿大参加1908年夏季奥林匹克运动会棍网球比赛，获得一枚金牌。他于1966年入选加拿大棍网球名人堂。